# Mistrzostwa Polski w siatkówce plażowej kobiet
Mistrzostwa Polski w siatkówce plażowej kobiet – zawody rozgrywane od 1996 roku pod patronatem PZPS mające na celu wyłonienie najlepszej polskiej kobiecej drużyny w tej dyscyplinie sportowej. Pierwszy finał został rozegrany w Krynicy Morskiej, a tytuł Mistrzyń Polski wywalczyły Agata Tekiel oraz Małgorzata Aleksandrowska.

## Zwycięzcy
| Sezon | Miasto         | I miejsce                                | II miejsce                                         | III miejsce                                     |
| ----- | -------------- | ---------------------------------------- | -------------------------------------------------- | ----------------------------------------------- |
| 1996  | Krynica Morska | Agata Tekiel Małgorzata Aleksandrowska   | Joanna Szeszko Dorota Wojtczak                     | Ewa Michalska Agnieszka Wołoszyn                |
| 1998  | Szałe          | Dominika Smereka Irina Smolianiec        | Małgorzata Aleksandrowska Agata Tekiel             | Izabela Rutkowska Joanna Jagodzińska            |
| 1999  | Mrągowo        | Dominika Smereka Izabela Rutkowska       | Renata Gil Iwona Hołowacz                          | Agata Tekiel Małgorzata Aleksandrowska          |
| 2000  | Mielno         | Maria Romel Dorota Wojtczak              | Izabela Rutkowska Dominika Smereka                 | Ewa Kalinowska Agnieszka Kucypera               |
| 2001  | Międzyzdroje   | Dorota Wojtczak Agnieszka Wołoszyn       | Ewa Kamińska Dorota Wrzochol                       | Ewa Kalinowska Agnieszka Stankiewicz            |
| 2002  | Krynica Morska | Magdalena Michoń Dorota Kondyjowska      | Ewa Kalinowska Agnieszka Stankiewicz               | Anna Białobrzeska Joanna Kuchczyńska            |
| 2003  | Krynica Morska | Joanna Kuchczyńska Anna Białobrzeska     | Agnieszka Stankiewicz Ewa Kalinowska               | Magdalena Michoń Dorota Kondyjowska             |
| 2004  | Kołobrzeg      | Magdalena Michoń Dorota Kondyjowska      | Agnieszka Wołoszyn Magdalena Blomberg              | Agnieszka Stankiewicz Ewa Kalinowska            |
| 2005  | Świnoujście    | Marta Słodnik Anna Podgórniak            | Dorota Wrzochol Ewa Kalinowska                     | Agnieszka Kucypera Justyna Lademan              |
| 2006  | Sopot          | Dorota Kondyjowska Anna Białobrzeska     | Magdalena Michoń-Szczytowicz Małgorzata Sobolewska | Agnieszka Kucypera Justyna Lademan              |
| 2007  | Z rankingu     | Joanna Wiatr Katarzyna Urban             | Justyna Lademan Agnieszka Kucypera                 | Małgorzata Sobolewska Iwona Lodzik              |
| 2008  | Sopot          | Joanna Wiatr Katarzyna Urban             | Dorota Wrzochol Agnieszka Stankiewicz              | Magdalena Michoń-Szczytowicz Agnieszka Wołoszyn |
| 2009  | Giżycko        | Karolina Sowała Monika Brzostek          | Katarzyna Urban Joanna Wiatr                       | Kinga Kołosińska Magdalena Michoń-Szczytowicz   |
| 2010  | Giżycko        | Katarzyna Urban Joanna Wiatr             | Beata Gałek Kinga Kołosińska                       | Karolina Sowała Monika Brzostek                 |
| 2011  | Z rankingu     | Martyna Wardak Joanna Wiatr              | Iwona Lodzik Agnieszka Wołoszyn                    | Martyna Kozińska Agata Oleksy                   |
| 2012  | Niechorze      | Monika Brzostek Kinga Kołosińska         | Agata Lewicka Jagoda Gruszczyńska                  | Joanna Wiatr Martyna Wardak                     |
| 2013  | Niechorze      | Monika Brzostek Kinga Kołosińska         | Karolina Baran Jagoda Gruszczyńska                 | Joanna Wiatr Martyna Wardak                     |
| 2014  | Kraków         | Monika Brzostek Kinga Kołosińska         | Katarzyna Kociołek Jagoda Gruszczyńska             | Aleksandra Filip Izabela Soja                   |
| 2015  | Kraków         | Monika Brzostek Kinga Kołosińska         | Joanna Wiatr Martyna Wardak                        | Karolina Baran Jagoda Gruszczyńska              |
| 2016  | Września       | Monika Brzostek Kinga Kołosińska         | Katarzyna Kociołek Martyna Wardak                  | Jagoda Gruszczyńska Dorota Strąg                |
| 2017  | Mysłowice      | Jagoda Gruszczyńska Kinga Kołosińska     | Martyna Kłoda Dorota Strąg                         | Katarzyna Kociołek Aleksandra Gromadowska       |
| 2018  | Kraków         | Katarzyna Kociołek Kinga Kołosińska      | Kinga Legieta Aleksandra Wachowicz                 | Aleksandra Gromadowska Jagoda Gruszczyńska      |
| 2019  | Toruń          | Aleksandra Gromadowska Monika Brzostek   | Jagoda Gruszczyńska Aleksandra Wachowicz           | Agata Ceynowa Martyna Kłoda                     |
| 2020  | Mysłowice      | Katarzyna Kociołek Agata Ceynowa         | Aleksandra Gromadowska Monika Brzostek             | Jagoda Gruszczyńska Dorota Strąg                |
| 2021  | Mysłowice      | Katarzyna Kociołek Kinga Wojtasik        | Agata Wawrzyńczyk Magdalena Saad                   | Marta Łodej Agata Ceynowa                       |
| 2022  | Września       | Jagoda Gruszczyńska Aleksandra Wachowicz | Katarzyna Kociołek Marta Łodej                     | Kinga Legieta Nicole Jochym                     |
| 2023  | Stare Jabłonki | Jagoda Gruszczyńska Aleksandra Wachowicz | Marta Łodej Agata Ceynowa                          | Małgorzata Ciężkowska Urszula Łunio             |
| 2024  | Warszawa       | Aleksandra Zdon Justyna Łukaszewska      | Agnieszka Adamek Aleksandra Gromadowska            | Marta Łodej Julia Kielak                        |

## Klasyfikacja medalowa
Klasyfikacja medalowa obejmuje sezony 1996-2021.
| Miejsce | Imię i nazwisko                    |   |   |   | Razem |
| ------- | ---------------------------------- | - | - | - | ----- |
| 1.      | Kinga Wojtasik (Kołosińska)        | 8 | 1 | 1 | 10    |
| 2.      | Monika Brzostek                    | 7 | 1 | 1 | 9     |
| 3.      | Dorota Kondyjowska (Wojtczak)      | 5 | 1 | 1 | 7     |
| 4.      | Joanna Wiatr                       | 4 | 2 | 2 | 8     |
| 5.      | Katarzyna Kociołek                 | 3 | 2 | 1 | 6     |
| 6.      | Katarzyna Szałankiewicz (Urban)    | 3 | 1 | 0 | 4     |
| 7.      | Magdalena Szczytowicz (Michoń)     | 2 | 1 | 3 | 6     |
| 8.      | Dominika Leśniewicz (Smereka)      | 2 | 1 | 0 | 3     |
| 9.      | Anna Wika (Białobrzeska)           | 2 | 0 | 1 | 3     |
| 10.     | Jagoda Gruszczyńska                | 1 | 4 | 4 | 9     |
| 11.     | Agnieszka Wołoszyn                 | 1 | 2 | 2 | 5     |
| =       | Martyna Wardak                     | 1 | 2 | 2 | 5     |
| 13.     | Aleksandra Gromadowska             | 1 | 1 | 2 | 4     |
| 14.     | Agata Tekiel                       | 1 | 1 | 1 | 3     |
| =       | Izabela Rutkowska                  | 1 | 1 | 1 | 3     |
| =       | Małgorzata Szegda (Aleksandrowska) | 1 | 1 | 1 | 3     |
| 17.     | Agata Ceynowa                      | 1 | 0 | 2 | 3     |
| 18.     | Joanna Kuchczyńska                 | 1 | 0 | 1 | 2     |
| =       | Karolina Marciniak (Sowała)        | 1 | 0 | 1 | 2     |
| 20.     | Anna Podgórniak                    | 1 | 0 | 0 | 1     |
| =       | Irina Smolianiec                   | 1 | 0 | 0 | 1     |
| =       | Maria Romel                        | 1 | 0 | 0 | 1     |
| =       | Marta Słodnik                      | 1 | 0 | 0 | 1     |
| 24.     | Agnieszka Kucypera                 | 0 | 4 | 5 | 9     |
| 25.     | Ewa Kalinowska                     | 0 | 3 | 3 | 6     |
| 26.     | Dorota Wrzochol                    | 0 | 3 | 0 | 3     |
| 27.     | Aleksandra Wachowicz               | 0 | 2 | 0 | 2     |
| 28.     | Dorota Strąg                       | 0 | 1 | 2 | 3     |
| =       | Justyna Lademan                    | 0 | 1 | 2 | 3     |
| 30.     | Agata Wawrzyńczyk (Oleksy)         | 0 | 1 | 1 | 2     |
| =       | Iwona Lodzik                       | 0 | 1 | 1 | 2     |
| =       | Karolina Baran                     | 0 | 1 | 1 | 2     |
| =       | Małgorzata Sobolewska              | 0 | 1 | 1 | 2     |
| =       | Martyna Kłoda                      | 0 | 1 | 1 | 2     |
| 35.     | Agata Płoska (Lewicka)             | 0 | 1 | 0 | 1     |
| =       | Beata Gałek                        | 0 | 1 | 0 | 1     |
| =       | Ewa Kamińska                       | 0 | 1 | 0 | 1     |
| =       | Iwona Hołowacz                     | 0 | 1 | 0 | 1     |
| =       | Joanna Szeszko                     | 0 | 1 | 0 | 1     |
| =       | Kinga Legieta                      | 0 | 1 | 0 | 1     |
| =       | Magdalena Blomberg                 | 0 | 1 | 0 | 1     |
| =       | Magdalena Saad                     | 0 | 1 | 0 | 1     |
| =       | Renata Gil                         | 0 | 1 | 0 | 1     |
| 44.     | Aleksandra Filip                   | 0 | 0 | 1 | 1     |
| =       | Ewa Michalska                      | 0 | 0 | 1 | 1     |
| =       | Izabela Błasiak (Soja)             | 0 | 0 | 1 | 1     |
| =       | Joanna Jagodzińska                 | 0 | 0 | 1 | 1     |
| =       | Marta Łodej                        | 0 | 0 | 1 | 1     |
| =       | Martyna Kozińska                   | 0 | 0 | 1 | 1     |